# تلانيبانتلا دي باز
تلانيبانتلا دي باز هي واحدة من أصل 125 بلدية في المكسيك، تقع شمال مكسيكو سيتي. وأكبر مدينة في البلدية هي مدينة تلانيبانتلا دي باز. تأتي تسميتها من كلمات «الأرض والوسط» لتعني الأرض الوسطى. كانت المدينة معروفة في أوقات سابقة باسم هيرمينجيلدو جاليانا واجناسيو كومونفورت، تأتي الإضافة الحالية باز في نهاية اسم المدينة من الاسم الأخير لـ جوستافو باز برادا، وهو سياسي مهم وجندي في جيش إيمليانو زاباتا خلال الثورة المكسيكية. بعد الثورة أصبح جوستافو باز برادا حاكمًا للمكسيك ورئيسًا لجامعة المكسيك الوطنية المستقلة (UNAM).

## التاريخ
حوالي القرن الحادي عشر، هاجر شعب يسمى أميكاميكا، إلى هذه المنطقة بعد الانتقال مع زعيمهم زولوتل للبحث عن مناخ أفضل والمزيد من الغذاء للحفاظ على حياتهم. قام زولوتل بأول تعداد سكاني على الإطلاق في الأمريكتين. على الرغم من ذلك، تم احتلال المنطقة في نهاية المطاف بواسطة إمبراطورية الأزتيك. بعد الفتح الإسباني، تم التبشير للمسيحية في المنطقة من قبل الفرنسيسكان. كان تأسيس تلانيبانتلا دي باز الحديثة نتيجة نزاع بين مدينتي تينايوكا وتيوكالهويكان حول أيهما يجب أن يكون موقع دير الفرنسيسكان والمركز الديني للمنطقة. كانت النتيجة وضع الدير في منتصف المسافة بين هاتين المدينتين، ومن هنا جاءت تسميته (الأرض الوسطى). تم بناء هذا الدير، المسمى كوربوس كريستي، في عام 1550. بعد الاستقلال، كانت تلانيبانتلا دي باز في الأصل جزءًا من مكسيكو سيتي، ولكن في عام 1825، تم الاعتراف بها كمقاطعة في المكسيك. خلال فترة رئاسة بورفيريو دياث، بدأت تلانيبانتلا دي باز في التنمية الصناعية، وفي الخمسينيات القرن الماضي شهدت انفجارًا ديموغرافيًا بعد إعلانها مدينة في عام 1948.

## التعليم
- جامعة المكسيك الوطنية المستقلة
- معهد تلالنيبانتلاس للتكنولوجيا
- جامعة أمريكا اللاتينية
- معهد توماس جيفرسون

## الاقتصاد
يوجد فيها أكثر من 2700 نوع صناعة، مما يجعل من تلانيبانتلا واحدة من أكثر المناطق الصناعية في البلاد، إلى جانب ناوكالبان ومونتيري، التي تحتل المرتبة الأولى في المكسيك. تشمل الصناعات الأكثر شيوعًا معالجة الأغذية، والتعبئة، ومنتجات التبغ، والمنسوجات، والمنتجات الورقية، والمنتجات المعدنية غير المعدنية والمعادن، والكيماويات والمنتجات البترولية، والآلات والمنتجات الخشبية. تضم المنطقة أيضًا أكثر من 15000 شركة للبيع بالتجزئة.